# USS Becuna (SS-319)
USS Becuna (SS/AGSS-319) là một  tàu ngầm lớp Balao từng phục vụ cùng Hải quân Hoa Kỳ trong Chiến tranh Thế giới thứ hai. Nó là chiếc tàu chiến duy nhất của Hải quân Hoa Kỳ được đặt cái tên này, theo tên loài cá nhồng Nó đã phục vụ trong suốt Thế Chiến II, thực hiện tổng cộng năm chuyến tuần tra và đánh chìm hai tàu chở dầu Nhật Bản với tổng tải trọng 3.888 tấn. Sau khi xung đột chấm dứt, nó được giữ lại để tiếp tục phục vụ trong giai đoạn cuộc Chiến tranh Lạnh, và được nâng cấp trong Chương trình Công suất đẩy dưới nước lớn hơn (GUPPY IA), rồi được xếp lại lớp như một tàu ngầm phụ trợ AGSS-319 cho đến khi ngừng hoạt động vào năm 1969. Con tàu hiện đang được bảo tồn như một tàu bảo tàng tại Philadelphia, Pennsylvania và được công nhận là một Danh lam Lịch sử Quốc gia Hoa Kỳ từ năm 1986. Becuna được tặng thưởng bốn Ngôi sao Chiến trận do thành tích phục vụ trong Thế Chiến II.

## Thiết kế và chế tạo
Thiết kế của lớp Balao được cải tiến dựa trên  tàu ngầm lớp Gato dẫn trước, là một kiểu tàu ngầm hạm đội có tốc độ trên mặt nước cao, tầm hoạt động xa và vũ khí mạnh để tháp tùng hạm đội chiến trận. Khác biệt chính so với lớp Gato là ở cấu trúc lườn chịu áp lực bên trong dày hơn, và sử dụng thép có độ đàn hồi cao (HTS: High-Tensile Steel), cho phép lặn sâu hơn đến 400 ft (120 m). Con tàu dài 311 ft 9 in (95,02 m) và có trọng lượng choán nước 1.526 tấn Anh (1.550 t) khi nổi và 2.424 tấn Anh (2.463 t) khi lặn. Chúng trang bị động cơ diesel dẫn động máy phát điện để cung cấp điện năng cho bốn động cơ điện, đạt được công suất 5.400 shp (4.000 kW) khi nổi và 2.740 shp (2.040 kW) khi lặn, cho phép đạt tốc độ tối đa 20,25 hải lý trên giờ (37,50 km/h) và 8,75 hải lý trên giờ (16,21 km/h) tương ứng. Tầm xa hoạt động là 11.000 hải lý (20.000 km) khi đi trên mặt nước ở tốc độ 10 hải lý trên giờ (19 km/h) và có thể hoạt động kéo dài đến 75 ngày.
Tương tự như lớp Gato dẫn trước, lớp Balao được trang bị mười ống phóng ngư lôi 21 in (530 mm), gồm sáu ống trước mũi và bốn ống phía phía đuôi tàu, chúng mang theo tối đa 24 quả ngư lôi. Vũ khí trên boong tàu gồm một hải pháo 4 inch/50 caliber, một khẩu pháo phòng không Bofors 40 mm nòng đơn và một khẩu đội Oerlikon 20 mm nòng đôi, kèm theo hai súng máy .50 caliber. Trên tháp chỉ huy, ngoài hai kính tiềm vọng, nó còn trang bị ăn-ten radar SD phòng không và SJ dò tìm mặt biển. Tiện nghi cho thủy thủ đoàn bao gồm điều hòa không khí, thực phẩm trữ lạnh, máy lọc nước, máy giặt và giường ngủ cho hầu hết mọi người, giúp họ chịu đựng cái nóng nhiệt đới tại Thái Bình Dương cùng những chuyến tuần tra kéo dài đến hai tháng rưỡi.
Becuna được đặt lườn tại xưởng tàu của hãng Electric Boat Company ở Groton, Connecticut vào ngày 29 tháng 4, 1943. Nó được hạ thủy vào ngày 30 tháng 1, 1944, được đỡ đầu bởi bà George C. Crawford, và được cho nhập biên chế cùng Hải quân Hoa Kỳ vào ngày 27 tháng 5, 1944 dưới quyền chỉ huy của Hạm trưởng, Thiếu tá Hải quân Henry Dixon Sturr.

## Lịch sử hoạt động

### 1944
Sau khi hoàn tất việc chạy thử máy huấn luyện tại các vùng biển ngoài khơi New London, Connecticut và Newport, Rhode Island, Becuna chuẩn bị để được điều động sang khu vực Mặt trận Thái Bình Dương. Nó khởi hành từ Căn cứ Tàu ngầm Hải quân New London vào ngày 1 tháng 7, 1944, băng qua kênh đào Panama và đi đến Trân Châu Cảng vào ngày 29 tháng 7, nơi nó tiếp tục được huấn luyện.

#### Chuyến tuần tra thứ nhất
Lên đường vào ngày 23 tháng 8 cho chuyến tuần tra đầu tiên, sau suốt một tháng không bắt gặp mục tiêu nào, đến ngày 25 tháng 9, Becuna phát hiện một đoàn ba tàu buôn được một tàu khu trục hộ tống. Sau khi phóng một loạt sáu quả ngư lôi nhắm vào mục tiêu, nó lặn xuống để né tránh phản công bằng mìn sâu từ chiếc tàu khu trục, và ghi nhận một vụ nổ nhưng không thể xác định kết quả. Tình huống tương tự lại xảy ra vào ngày 8 tháng 10 khi nó tấn công một tàu chở dầu được hộ tống tại eo biển Palawan, Philippines, ghi nhận hai vụ nổ. Sang ngày hôm sau, nó phối hợp cùng tàu ngầm chị em Hawkbill (SS-366) đánh chìm tàu chở hàng Tokuwa Maru (1.943 tấn). Nó kết thúc chuyến tuần tra khi quay trở về căn cứ tại Fremantle, Australia để tái trang bị vào cuối tháng 10.

#### Chuyến tuần tra thứ hai
Khởi hành từ Fremantle vào ngày 16 tháng 11 cho chuyến tuần tra thứ hai, Becuna hoạt động tại vùng bờ biển phía Nam Đông Dương thuộc Pháp. Nó đã đụng độ với tàu tuần dương hạng nặng Ashigara và tàu tuần dương hạng nhẹ Ōyodo vào ngày 23 tháng 12, nhưng không kịp cơ động vào vị trí tấn công trước khi các đối thủ đi vào vịnh Cam Ranh. Không tìm thấy mục tiêu nào khác phù hợp trong suốt chuyến tuần tra, nó chỉ phá hủy thủy lôi trôi nổi trên mặt biển, và trên đường quay trở về căn cứ Fremantle đã đánh chìm hai tàu chở hàng nhỏ bằng hải pháo tại eo biển Lombok.

### 1945

#### Chuyến tuần tra thứ ba
Sau khi được bảo trì tại Fremantle, Becuna lên đường vào tháng 2, 1945 cho chuyến tuần tra thứ ba tại vùng biển Đông Dương thuộc Pháp. Nó tấn công một đoàn tàu vận tải ngoài khơi mũi Paradan, Ninh Thuận vào ngày 22 tháng 2, phóng ngư lôi đánh chìm tàu chở dầu Nichiryu Maru (1.945 tấn), rồi sau đó phải lặn sâu để né tránh 70 quả mìn sâu được thả xuống bởi hai tàu hộ tống. Nó không tìm thấy mục tiêu phù hợp nào khác trong phần còn lại của chuyến tuần tra, và quay trở về căn cứ tại vịnh Subic, Philippines vốn vừa mới được giải phóng.

#### Chuyến tuần tra thứ tư và thứ năm
Trong chuyến tuần tra thứ tư vào tháng 5 và đầu tháng 6, tàu buôn Nhật Bản đã trở nên hiếm hoi nên Becuna không phát hiện được mục tiêu phù hợp. Nó được tái trang bị tại Fremantle rồi tiếp tục lên đường vào ngày 21 tháng 6 cho chuyến tuần tra thứ năm. Hai lần chiếc tàu ngầm đã phải lặn khẩn cấp để né tránh thủy phi cơ tuần tra đối phương tấn công bằng bom và mìn sâu. Đến đêm 15 tháng 7, nó phát hiện qua radar một tàu chiến trong biển Java đang trên đường từ Surabaya đến Ambon, nhưng loạt ngư lôi nó phóng ra đã trượt khỏi mục tiêu. Tàu ngầm chị em Baya (SS-318) đã tiếp tục theo đuổi và phóng hai quả ngư lôi đánh chìm được tàu phóng lôi Kari (khoảng 500 tấn) thuộc lớp Ōtori. Becuna kết thúc chuyến tuần tra khi quay trở về căn cứ vịnh Subic vào cuối tháng 7, và vẫn đang được tái trang bị tại đây khi Nhật Bản chấp nhận đầu hàng vào ngày 15 tháng 8, giúp chấm dứt vĩnh viễn cuộc xung đột.

### 1946 - 1969

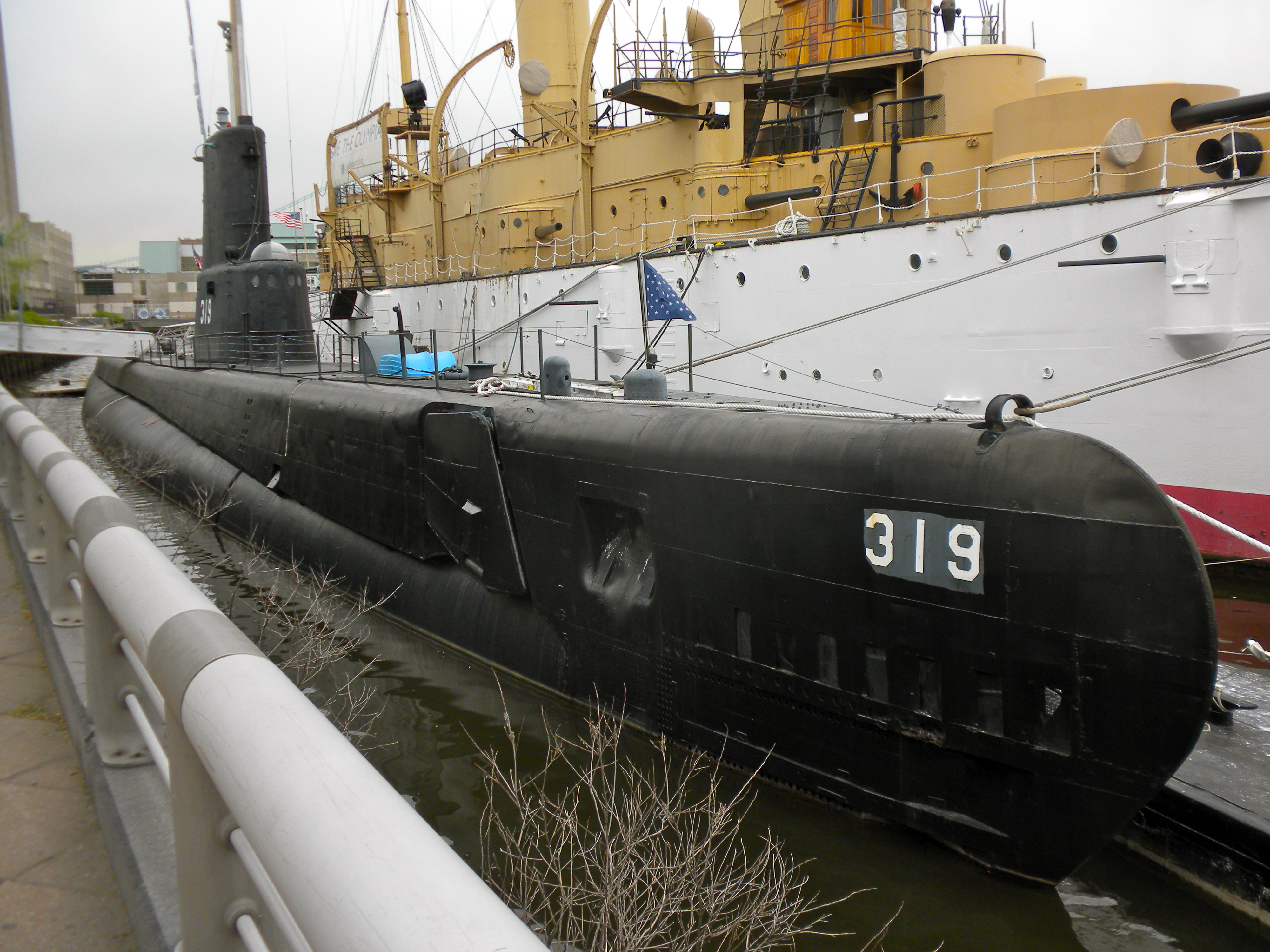
Becuna đang neo đậu như một tàu bảo tàng tại Philadelphia, cặp bên mạn tàu tuần dương bảo vệ.

Quay trở về San Diego, California vào ngày 22 tháng 9, 1945, Becuna tiếp tục phục vụ cùng Hạm đội Thái Bình Dương cho đến tháng 4, 1949, khi nó được điều động sang phục vụ cùng Hải đội Tàu ngầm 8 trực thuộc Hạm đội Đại Tây Dương. Từ tháng 5, 1949 đến tháng 5, 1950, nó tiến hành huấn luyện ôn tập đồng thời hỗ trợ cho việc huấn luyện sĩ quan và thủy thủ tại Căn cứ Tàu ngầm Hải quân New London tại New London, Connecticut. Nó quay trở lại xưởng tàu của hãng Electric Boat Co. vào tháng 11, 1950 cho một đợt hiện đại hóa theo Đề án GUPPY IA. Sau khi công việc hoàn tất, nó tiến hành chạy thử máy tại khu vực biển Caribe trước khi quay trở về New London vào tháng 9, 1951.
Becuna tiếp tục phục vụ từ căn cứ New London chủ yếu trong vai trò một tàu huấn luyện. Nó từng thực hiện hai chuyến đi sang khu vực Địa Trung Hải để hoạt động cùng Đệ Lục hạm đội và một chuyến đi khác sang vùng biển Scotland. Nó được xếp lại lớp như một "tàu ngầm phụ trợ" và mang ký hiệu lườn mới AGSS-319 vào năm 1969. Becuna được cho xuất biên chế vào ngày 7 tháng 11, 1969, và được đưa về Hạm đội Dự bị Đại Tây Dương. Tên nó được cho rút khỏi danh sách Đăng bạ Hải quân vào ngày 15 tháng 8, 1973.

## Tàu bảo tàng
Becuna được giữ lại như một tàu bảo tàng tại Bảo tàng Independence Seaport ở Philadelphia, Pennsylvania, và đang được neo đậu cặp bên mạn tàu tuần dương bảo vệ USS Olympia (C-6), tàu chiến kỳ cựu thời kỳ cuộc Chiến tranh Tây Ban Nha-Hoa Kỳ. Con tàu được công nhận là một Danh lam Lịch sử Quốc gia Hoa Kỳ  từ năm 1986.

## Phần thưởng
Becuna được tặng thưởng bốn Ngôi sao Chiến trận do thành tích phục vụ trong Thế Chiến II. Nó được ghi công đã đánh chìm hai tàu Nhật Bản với tổng tải trọng 3.888 tấn.
|  |                                                       |  |
|  | Bronze star · Bronze star · Bronze star · Bronze star |  |

| Dãi băng Hoạt động Tác chiến  |                                                                         |                                      |
| Huân chương Chiến dịch Hoa Kỳ | Huân chương Chiến dịch Châu Á-Thái Bình Dương với 4 Ngôi sao Chiến trận | Huân chương Chiến thắng Thế Chiến II |